# Zum Heiligen Kreuz (Allmannsweiler)

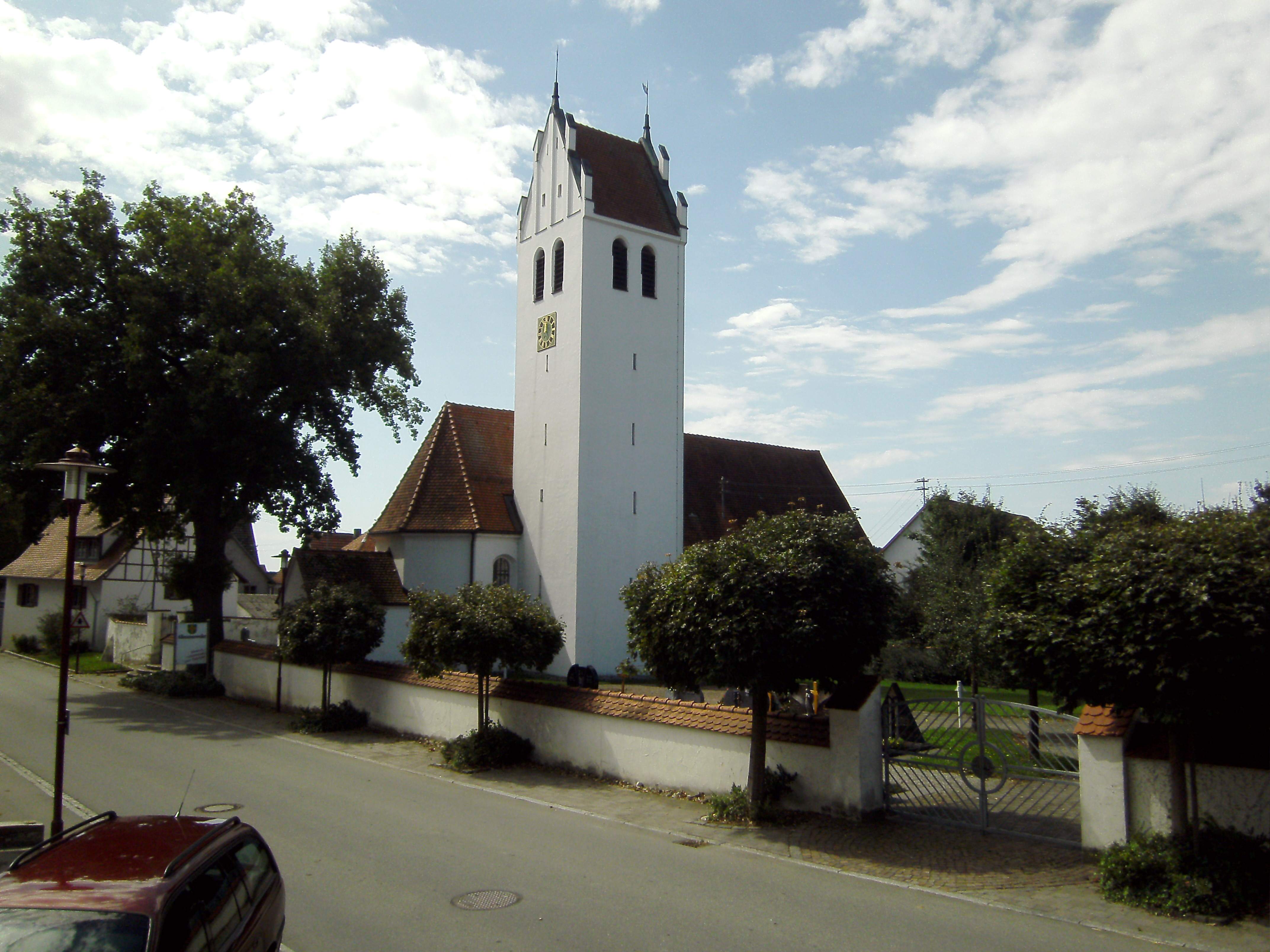
Heilig-Kreuz-Kirche

Die Kirche Zum Heiligen Kreuz ist eine römisch-katholische Pfarrkirche in der Gemeinde Allmannsweiler im Landkreis Biberach in Oberschwaben. Sie trägt das Patrozinium des Heiligen Kreuzes. Die kirchliche Gemeinde gehört zum Dekanat Biberach und dort zur Seelsorgeeinheit 11a Bad Schussenried.

## Kirche
Allmannsweiler liegt in einem hügeligen Moränengebiet am Rande des Federseebeckens im Tal des Bierstetter Bachs, in der Nähe der Erhebung Bussen. Ursprünglich in Besitz des Damenstifts Buchau, wurde Allmannsweiler 1392 an die spätere Reichsabtei Schussenried verkauft.
Die Kirche wurde im Jahre 1392 errichtet. Sie hat einen gotischen Turm aus den Jahren 1516–1517. Im Jahre 1737 wurde sie im Stil des Barock umgebaut und in den Jahren 1825–1826 erweitert. Die Sakristei wurde im Jahr 1877 an die Kirche angebaut. Die geostete Kirche befindet sich nördlich des Ortskernes an der Buchauer Straße in Richtung des Wohnplatzes Ottobeurer Hof. Sie ist vollkommen von einer Mauer umgeben, innerhalb derer sich der Friedhof, das Ehrenmal für die gefallenen Söhne des Ortes und die Opfer der beiden Weltkriege und eine Gedenktafel für Gefallene des Russlandfeldzugs 1812 befinden. 
Im Jahre 1969 wurde sie nach baulichen Vorstellungen des Zweiten Vatikanischen Konzils im Innern grundlegend renoviert.

## Ausstattung

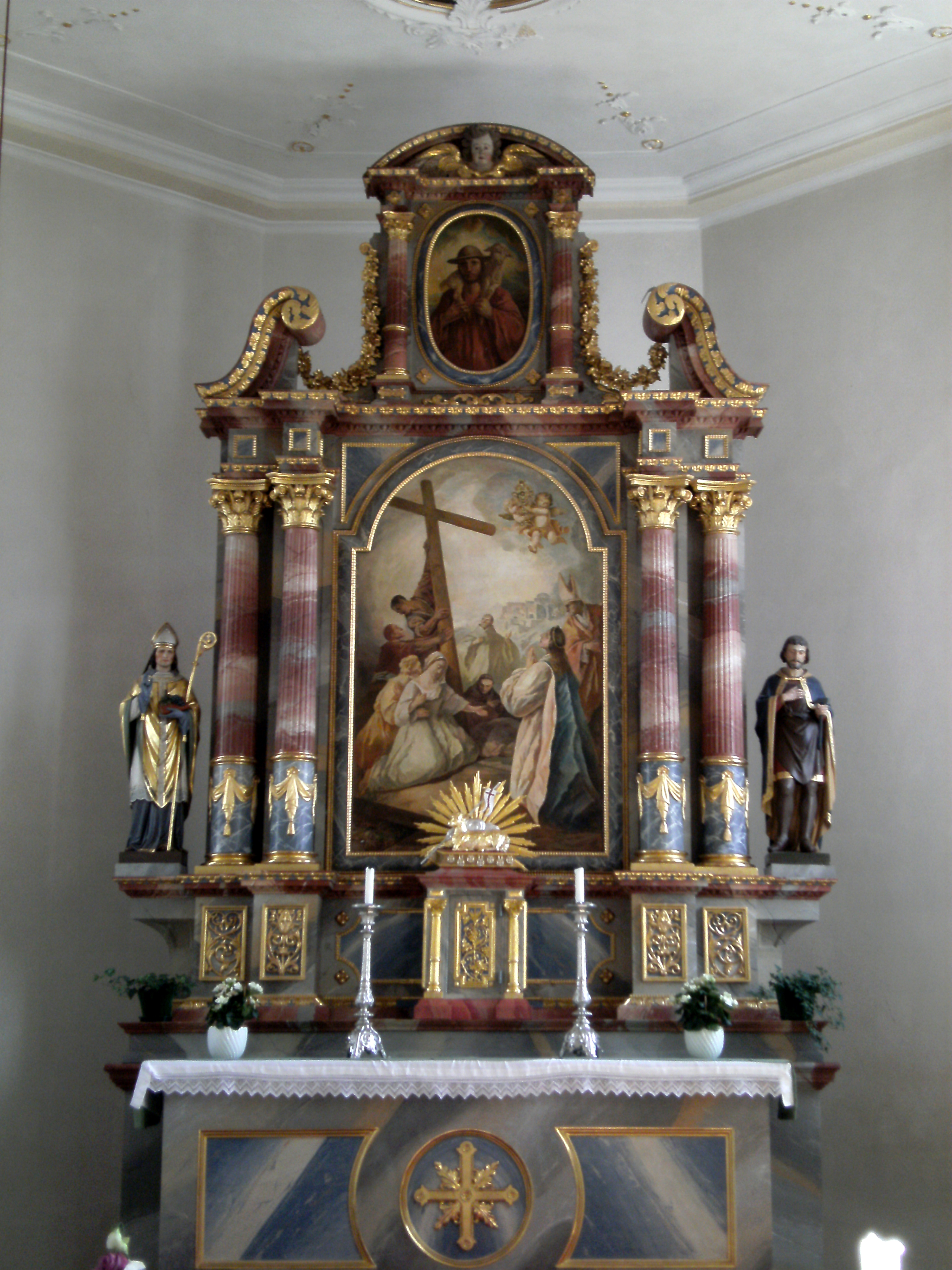
Hochaltar

Ein aus Ölbildern bestehender Kreuzweg befindet sich an den Wänden des Langhauses. Das Deckenfresko und das Hochaltarbild aus der zweiten Hälfte des 17. Jahrhunderts erzählen Begebenheiten aus der Geschichte des Heiligen Kreuzes. Im Langhaus befindet sich an der Ostseite ein Taufbecken von etwa 1600. Eine Kreuzigungsgruppe mit Maria und Johannes stammt aus der zweiten Hälfte des 17. Jahrhunderts. Hervorzuheben aus dem Bestand der liturgischen Geräte ist eine Strahlenmonstranz aus der Mitte der 1740er-Jahre.
Die Orgel von stammt aus der Werkstatt von Alois Späth aus dem Jahre 1870.